# Paul Fourmarier
Paul Frédéric Joseph Fourmarier, né le 25 décembre 1877 à La Hulpe dans la province de Brabant en Belgique, et mort le 20 janvier 1970 à Liège, est un géologue belge.

## Biographie
Paul Fourmarier a étudié les sciences à l'Université de Liège d'où il sort diplômé en 1899 avec le diplôme universitaire d'ingénieur des mines. Il étudia notamment la géologie et se spécialisa dans les domaines de la minéralogie, de la stratigraphie, de la géodynamique et de la tectonique des plaques. Son domaine de spécialisation fut l'étude des structures géologiques, dans le massif ardennais au cœur des Ardennes, notamment le bassin sédimentaire carbonifère.
De 1901 à 1907, il occupa le poste de professeur adjoint au département de géologie de l'Université de Liège. En 1908, il a été élu président de la Société géologique de Belgique. Entre 1900 et 1920, il était ingénieur dans le Corps des Mines. En 1920, il est devenu professeur et en 1927, professeur de géologie à l'Université de Liège, un poste qu'il occupera jusqu'à sa retraite en 1948.
Il est parti étudier, en 1913, la structure géologique dans le territoire de l'ancien Congo belge ainsi qu'en Tunisie. Il a donné son nom à la fourmariérite qui est un oxyde hydraté d’uranyle et de plomb, découvert à Shinkolobwe dans la région du Katanga en République démocratique du Congo pour laquelle il dressa une carte géologique.
En 1934, il publia un ouvrage intitulé Vue d'ensemble de la géologie de la Belgique qui fut la première description géologique complète de la Belgique. Ce livre fut le premier à contenir une description générale de la géographie physique publié dans son pays.

## Travaux
Paul Fourmarier est l'auteur de près de 600 publications. Notamment :
- 1901 : Le bassin dévonien et carboniférien de Theux.
- 1906 : Pétrographie et paléontologie de la formation houillère de la campine, H. Vaillant-Carmanne (Liège), Extrait des Annales de la Société géologique de Belgique. t. XXX, Texte en ligne disponible sur LillOnum
- 1907 : La Tectonique de l’Ardenne.
- 1916 : La Tectonique du bassin houiller du Hainaut.
- 1933 : Principes de géologie
- 1934 : Vue d'ensemble de la géologie de la Belgique
- 1939 : Hydrogéologie: introduction à l'étude des eaux, destinées à l'alimentation humaine et à l'industrie. éditions Masson, Paris
- 1954 : Prodrome d'une description géologique de la Belgique. Société géologique de Belgique, Liège, 826 p.  [lire en ligne]

## Distinctions
Après la Première Guerre mondiale, il fut décoré de la British War Medal.
Après la Seconde Guerre mondiale, il fut décoré de la médaille de la Résistance française.
En 1952, il remporta la médaille d'or Penrose Gold Medal (en) de la Société américaine des géologues économiques (en) pour ses recherches géologiques.
En 1957, il reçut la médaille Wollaston qui est une récompense scientifique dans le domaine de la géologie. C'est la plus haute distinction décernée par la Société géologique de Londres.
Depuis 1937, l'Académie royale des sciences, des lettres et des beaux-arts de Belgique décerne le prix Paul-Fourmarier.